# 大設計
《大設計》（英語：The Grand Design）是英国天文物理学家史蒂芬·霍金和美国加州理工学院教授伦纳德·姆沃迪瑙的科学普及著作，於2010年9月7日出版。书中论证宇宙可依照科学原理而浑然天成，不须向上帝过问，甚至沒有所謂造物主的位置，因此而遭到信仰亞伯拉罕一神理論的宗教人士如猶太信仰、天主教会、基督教會以及伊斯蘭教的抨击。
《大设计》自出版以来，一直高居亚马逊、邦诺书店等书店的销售排行榜前位，並奪得紐約時報銷售排行榜首位。本書中文版在豆瓣讀書也獲得平均8.0分的好評。

## 目次（繁體中文版）
中文版代序：〈從金魚缸中拼湊宇宙的面貌〉（孫維新）
1. 存在之奧祕
2. 法則的支配
3. 真實是什麼？
4. 多重歷史
5. 萬物理論
6. 選擇我們的宇宙
7. 乍看下的奇蹟
8. 大設計

字彙
誌謝

## 内容
霍金在书中举了多个例子，说明人类在遇到未知现象时，总习惯以“神”来做解释，但之后都能发现合理的科学解释。如克拉玛斯印地安人（Klamath Indians）以阴间之神的愤怒来解释火山爆发的现象，以及古代维京神话当中，斯库尔（Skoll）和哈提（Hati）是两头分别追逐太阳和月亮的狼，当他们追上并吞噬日月之后，就会发生日食或月蚀。
霍金在书中提到，天文学家在1992年发现了一颗行星绕着一颗恒星运转，而非绕着太阳运转，加上1990年之后大量发现宇宙中还有其他的行星，以及其他类似太阳系的星系，这就推翻了牛顿之前的认知。牛顿认为宇宙无法自浑沌当中生成，必须靠上帝的创造，而我们的地球是上帝特别为人类创造的。
在当中，霍金也举出几位持有类似意见的科学界先辈来证明他的说法并非多么惊世骇俗，如公元前7世纪被尊为“科学之父”的希腊哲学家泰勒斯便提倡不用神灵意志来解释自然现象，而要寻找理性解释的理念。意大利科学家伽利略因支持哥白尼的“日心说”，而被天主教会宣布“错误并且有违圣经”，遭到终身软禁，但梵蒂冈已经在1992年公开道歉。此書中也谈到了包括真实的世界，并阐述了包括牛顿物理与经典物理乃至超弦理论的对立关系与联系，将物理大统一的理论推进了一步。

## 腳註
1. ↑  . 世華媒體. 香港特別行政區: 香港明報. 2010年9月4日  [2010年9月30日]. （原始内容存档于2017年7月1日） （中文）.
2. ↑  . 倫敦市: Daily Mail. 2010年9月3日  [2010年9月30日]. （原始内容存档于2021年1月5日） （英语）.
3. 1 2  黄耀毅. . 哥倫比亞特區: 美國之音中文網. 2010年9月18日  [2016年2月24日]. （原始内容存档于2016年3月2日） （中文）.
4. ↑  . 豆瓣讀書. 北京市.   [2016-02-24]. （原始内容存档于2017-10-11） （中文）.

## 外部連結
《The Grand Design》書籍官方網站 （页面存档备份，存于）（英文）
 本文全部或部分内容来自美国联邦政府所属的美国之音网站。根据版权条款（英文）和有关美国政府作品版权的相关法律，其官方发布的内容属于公有领域。